# Bryce Moon
Bryce Moon est un footballeur sud-africain né le 6 avril 1986 à Pietermaritzburg. Il joue au poste d'ailier droit ou d'arrière droit.
Il a participé à la Coupe d'Afrique des nations 2008 avec l'équipe d'Afrique du Sud. 
Sa première sélection en équipe nationale a eu lieu en 2007.

## Palmarès
- 19 sélections et 1 but en équipe d'Afrique du Sud depuis 2007
- Vainqueur de la Coupe d'Afrique du Sud en 2007 avec l'Ajax Cape Town
- Championnat d'Afrique du Sud en 2014 avec Mamelodi Sundowns